# ایگور اومرچن
ایگور اومرچن (به انگلیسی: Igor Omrčen) (زاده ۲۶ سپتامبر ۱۹۸۰ در اسپلیت) بازیکن والیبال اهل کرواسی که عضو تیم ملی والیبال کرواسی است. ایگور لژیونر موفق کرواسی سابقه حضور در تیم های ملادوست زاگراب، کونئو، پارما، لوبه بانکا ماچراتا را در کارنامه خود دارد و در حال حاضر بازیکن جی تی تاندرز ژاپن است. او یک قهرمانی در سری آ را تجربه نموده است و دو بار چلنج کاپ اروپا و دو بار جام حذفی ایتالیا را بالای سر برده است.